# Виндзор (Колорадо)
Виндзор (енгл. Windsor) град је у америчкој савезној држави Колорадо.

## Демографија
По попису из 2010. године број становника је 18.644, што је 8.748 (88,4%) становника више него 2000. године.
| Група             | 2000.         | 2010.          |
| Белци             | 8.612 (87,0%) | 16.351 (87,7%) |
| Афроамериканци    | 45 (0,5%)     | 96 (0,5%)      |
| Азијати           | 51 (0,5%)     | 225 (1,2%)     |
| Хиспаноамериканци | 1.039 (10,5%) | 1.676 (9,0%)   |
| Укупно            | 9.896         | 18.644         |